# Синиша Михајловић
Синиша Михајловић (Вуковар, 20. фебруар 1969 — Рим, 16. децембар 2022) био је српски фудбалер и фудбалски тренер. Каријеру је почео као лево крило, да би преласком у Италију био прекомандован у одбрану, где је играо до краја играчке каријере. За репрезентацију Југославије Михајловић је одиграо 63 утакмице и постигао 10 голова, а за исту је учествовао и на Светском првенству 1998. и Европском првенству 2000.
Познат је као један од најбољих и најкреативнијих извођача слободних удараца у свету. Он је једини играч који је у Серији А постигао три поготка на једној утакмици из слободних удараца, а такође држи рекорд по броју постигнутих голова из слободних удараца у Серији А заједно са Андреом Пирлом (28).
После завршетка играчке каријере радио је као помоћни тренер у Интеру до 2008 и у том периоду освојио још две титуле првака као и један трофеј суперкупа Италије. Поред Интера је био и тренер Болоње, Катаније, Фјорентине, фудбалске репрезентације Србије, Сампдорије, Милана, Торина и Спортинга из Лисабона.
Постхумно му је додељен Орден Карађорђеве звезде првог реда.

## Играчка каријера

### Почетак
Прошао је све млађе категорије Борова из Вуковара, а 1986. је са 17 година пребачен у први тим. За први тим је дебитовао 25. маја 1986. у Белом Манастиру против тамошње Шпарте, а Михајловић је постигао гол у мечу који је завршен резултатом 1:1. Прва плата у Шпарти му је износила 500 швајцарских франака. Привукао је пажњу на себе и играњем за репрезентацију СР Хрватске на међурепубличким такмичењима млађих категорија.
Крајем пролећа 1987, Динамо из Загреба је био заинтересован да у свој тим доведе Михајловића. Јосип Куже и Ћиро Блажевић су га посматрали на тренинзима и нудили му да одигра неколико утакмица на турниру и Немачкој са Динамом, где је проглашен за најбољег играча тог турнира, али договори су тада пропали иако је Михајловић одиграо неколико мечева за загребачки тим.
Крајем исте године, Динамо је поново показао интересовање за Михајловића, с тим што је тада темпераментни тренер Ћиро Блажевић изјавио да Динамо има довољно добре играче на средини терена, па би Михајловић био четврта опција у тиму, као и да би требало да ошиша своју дугу плаву косу.
Мислио сам да је важно какав сам играч, а не какву фризуру имам. Због тога што нисам прихватио понуду Динама, Мирко Јозић није ме звао у Чиле, али осветио сам му се кад сам са Звездом постао првак света, баш против Јозићевог Коло Кола.— Синиша Михајловић

### Војводина
У лето 1988. прелази у Војводину, заједно са још неколико тадашњих талентованих играча као што су Славиша Јокановић, Будимир Вујачић и Mиpocлaв Taњгa. Већ у првој сезони је постао стандардни првотимац са 31 одиграних утакмица и 4 постигнута гола, а под вођством тренера Љупка Петровића Војводина је те сезоне 1988/89. након 23 године постала првак државе. Први гол за Војводину постигао је 14. августа 1988. године против сплитског Хајдука ударцем из велике даљине после соло продора.
Наредне сезоне Војводина је учествовала у европском купу, други пут у клупској историји. Противник је био мађарски Хонвед. У првој утакмици Хонвед је победио 1:0. Другу утакмицу, коју је Војводина одиграла код куће, завршена је резултатом 2:1, али је, због правила више голова постигнутих у гостима, Хонвед изборио пласман у наредну рунду. Меч је обележила контроверзна ситуација када је Михајловић постигао руком први гол на асистенцију Милоша Шестића.

### Црвена звезда
Након две и по сезоне проведене у Војводини, Михајловић 10. децембра 1990. потписује уговор са Црвеном звездом. Он се веома брзо уклопио у новом тиму који је био пун врхунских фудбалера као што су Дејан Савићевић, Роберт Просинечки, Владимир Југовић итд., а који је водио његов стари тренер из Војводине, Љупко Петровић. У првој сезони одиграо је 14 лигашких утакмица и Црвена звезда је на крају освојила титулу, али из те сезоне највише се памти његов гол из слободног ударца у реваншу полуфинала Купа европских шампиона против Бајерн Минхена, као и његов шут у надокнади времена кад се лопта одбила од Клауса Аугенталера у гол и одвела Црвену звезду у финале. Један од чувенијих коментара Милојка Пантића "Михајловић у средину" је претходио аутоголу Аугенталера.
Пре финала Купа европских шампиона 1991. је 9. маја 1991. на стадиону ЈНА одиграно финале Купа Југославије између Црвене звезде и Хајдука из Сплита. Према Михајловићу, капитен Хајдука Игор Штимац му је у неком тренутку рекао: "Дабогда ти побили све у Борову", после чега је Михајловић на све начине покушао да уђе у дуел са њим. У 70. минуту утакмице, Михајловић је направио тежак фаул на Гргици Ковачу, након чега је настала гужва на терену. Штимац и Михајловић су искључени са утакмице због другог жутог картона који су добили. После победе Хајдука и освајања Купа, Штимац је рекао: „Овај пехар ће заувек остати код нас, јер сам уверен да се Куп Југославије више никада неће играти”. После 21 године и више покушаја помирења, Штимац и Михајловић, као селектори Хрватске и Србије редом, су се помирили у Варшави.
У финалу Купа европских шампиона 1990/91. Црвена звезда је након 0:0 у регуларном делу и продужецима била боља у извођењу пенала против Олимпик Марсеља и постала првак Европе, а Михајловић је био један од петорице играча Звезде који су били прецизни са 11 метара. Конкретно је шутирао четврти.
Памтим добро тај меч. Мислим да је то било најдосадније финале у историји Купа шампиона. Открићу вам нешто: Чак нас седам из првог тима је само неколико сати пред меч добило касете са утакмицама Олимпика. Сећам се да је тада Љупко Петровић рекао: "Уколико их нападнемо, оставићемо им места за контранападе". Одмах сам га питао шта да радимо онда, да би он казао: "Када имате лопту, вратите им је". Провели смо 120 минута на терену скоро без пипања лопте. Отишло је касније у пенале, а Аморос је промашио први, док смо ми погодили сваки. Да смо се надигравали са њима, онда бисмо сигурно изгубили. Не због тога што су они били јачи од нас, већ због тога што су навикли да играју такве мечеве. Имали смо у тиму децу од 21, 22 и 23 године и нису нам даване велике шансе. Било је тешко чути тренера који нам говори да би требало да им препуштамо лопту. Ипак, прихватали смо сви тренерову реч, јер је то морало да се поштује. То је ствар културе. У Источној Европи, укључујући и Русију, није било толико демократије колико је било у Италији и Шпанији. Играчи су били као војници. Ипак, ја сам другачији од великог Петровића. Ја увек припремам екипу да иде на победу, чак и против бољих тимова од Фјорентине. Очигледно је то велики ризик, али то је моја филозофија.— Синиша Михајловић о победи у Барију.
Децембра исте године са Звездом је освојио и Интерконтинентални куп, након што су победили у Токију чилеански Коло Коло са 3:0. Након веома успешне прве сезоне у клубу, Михајловић је у Звезди играо још у сезони 1991/92. када је поново освојена титула шампиона.

### Рома
На лето 1992. прешао је у италијанску Рому за 8,5 милијарди италијанских лира, а и ту се веома брзо уклопио и већ у првој сезони забележио 29 лигашких наступа, али клуб је има разочаравајућу сезону јер је завршио на 10. месту Серије А. Михајловића је због дугорочне повреде левог бека Амедеа Карбонија тренер Вујадин Бошков на пола пута кроз сезону пребацио са левог крила на позицију левог бека. Наступао је и у Купу УЕФА те сезоне, у којој је Рома изгубила у четвртфиналу од Борусије Дортмунд. Михајловић је постигао погодак из слободног ударца у првој утакмици, који је био уједно и једини гол на том мечу, док је другу утакмицу Борусија добила резултатом 2:0.
Наредне сезоне у Роми, на место Вујадина Бошкова дошао је Карло Мацоне који је Михајловића оставио на позицији левог бека, чиме је он био незадовољан. Касније је изјавио да су му у Роми биле „најгоре две сезоне у његовој каријери”.

### Сампдорија
Током летњег прелазног рока 1994. Михајловић је прешао у трећепласирани клуб из претходне сезоне Серије А и освајача Купа, Сампдорију, који је водио Свен Горан Ериксон. Михајловић је потписао уговор са Сампдоријом иако је претходно имао понуду из Ђенове коју није прихватио. У то време су у Сампдорију из Интера дошли Валтер Зенга и Рикардо Фери у замену за Ђанлуку Паљуку. Михајловић је тако такође постао саиграч са сународником Владимиром Југовићем у периоду од једне сезоне.
Прву утакмицу у дресу Сампдорије одиграо је у суперкупу Италије 1994. против Милана. У том мечу је Михајловић био веома запажен. Прво је постигао сјајан гол из слободног ударца за вођство Сампдорије од 1:0, а касније, када је меч завршен резултатом 1:1 и извођењем једанаестераца, промашио последњи пенал погодивши пречку, па је тако Милан освојио четврту титулу у суперкупу. У четири сезоне проведене у Сампдорији клуб није имао већих резултата у домаћим такмичењима, а у европским такмичењима у сезони 1994/95. је стигао до полуфинала Купа победника купова, где је поражен на пенале од Арсенала. За Сампдорију је укупно одиграо 110 лигашких утакмица и постигао 12 голова.

### Лацио
Пред почетак сезоне 1998/99, купио га је Лацио за 8,5 милиона фунти. Већ у августу 1998. освојио је први трофеј са Лацијом, Суперкуп Италије. После тога је следио трофеј Купа победника купова за сезону 1998/99, што је било последње издање овог такмичења, као и Суперкуп Европе 1999. У утакмици Лацио-Сампдорија (5:2) у сезони 1998/98. постигао је три гола из слободних удараца, чиме је изједначио рекорд Ђузепеа Сигњорија, коме је то пошло за руком у сезони 1993/94. Сезона 1999/00. је такође била веома успешна, јер је Лацио освојио дуплу круну, Серију А и Куп Италије. Последњи трофеј са Лацијом је освојио 2004, Куп Италије. Укупно је наступао 6 сезона у дресу Лација и одиграо 126 лигашких утакмица и у њима постигао 20 голова.

### Интер
У лето 2004. 35-годишњи Михајловић је отишао из Лација и без обештећења потписао уговор на једну годину са миланским Интером, који је водио његов бивши саиграч Роберто Манћини. Михајловић са 37 година након сезоне 2005/06. завршио играчку каријеру, а у две сезоне проведене у Интеру освојио је једну титулу првака Италије, два Купа и један Суперкуп Италије.
Један од познатијих потеза током његове каријере у Интеру је извођење слободног ударца на утакмици против Роме, који је одигран у сезони 2005/06 на стадиону Ђузепе Меаца у 24. колу Серије А. Михајловић је из слободног ударца око 23. минута дао први гол, а крајем утакмице је Рома направила још један прекршај за слободни удараc. Како би се одредио извођач, он је са Адријаном играо папир-камен-маказе, и након тога постигао и други гол за Интер.
Своју опроштајну утакмицу одиграо је 28. маја 2007. године у Новом Саду.

### Репрезентација
Прво је играо за младу репрезентацију Југославије, са којом је на Европском првенству за играче до 21. године 1990. заузео друго место.
За сениорску репрезентацију СФР Југославије је дебитовао 16. маја 1991. у квалификационој утакмици за ЕП 1992. са репрезентацијом Фарских острва у Београду. Након распада СФРЈ од 1994. је наставио да игра за репрезентацију СР Југославије.
Био је део тима на Светском првенству 1998. у Француској, где је одиграо 4 утакмице, као и Европском првенству 2000. у Белгији и Холандији, где је одиграо 3 утакмице.
Последњи меч у дресу репрезентације, тада већ Србије и Црне Горе, одиграо је 7. јуна 2003. у квалификационој утакмици за ЕП 2004. са репрезентацијом Финске у Хелсинкију. За репрезентације СФРЈ, СРЈ и СЦГ је укупно одиграо 63 утакмице, уз 10 постигнутих голова.

## Тренерска каријера

### Болоња
У новембру 2008. године Михајловић преузима бившег седмоструког шампиона Италије Болоњу. Тим је до тада под вођством Данијелеа Аригонија имао само две победе, уз осам пораза, и налазио се на 19. позицији на табели шампионата Италије. Михајловић је дебитовао против клуба у којем је као играч наступао две сезоне, Роме, која није блистала на почетку те сезоне и налазила се на месту број 15. Деби је, може се рећи, био делимично успешан, резултат је био 1:1. Овај бод је освојен помало уз помоћ среће, јер је бек Роме Сисињо у првом минуту надокнаде постигао аутогол.
Првих девет утакмица на клупи Болоње, Михајловић није знао за пораз, биланс је био седам нерешених, и две победе. То много није помогло тиму да се вине са дна табеле, па је двадесето коло и утакмицу против Милана дочекао као шеснаестопласирана екипа на табели. Против Милана је Михајловић први пут осетио горчину пораза, иако је његов тим у 9. минуту повео преко Марка Ди Ваја. Тадашња фантастична екипа Милана је ипак демонстрирала своју силу, и коначним резултатом од 4:1, головима Седорфа, Бекама и Каке, који је два пута затресао мрежу, славила на стадиону „Ренато Дал’Ара“.
У другом делу сезоне је уследио пад форме и екипа је забележила четири везана пораза, услед чега је дошло до растанка тренера и клуба из Болоње, који се у том тренутку налазио на 17. позицији. Биланс Михајловићеве ере у овом тиму, био је 4 победе, 8 ремија и 10 пораза.

### Катанија
У децембру 2009. године Михајловић преузима Катанију која се у том моменту налазила у зони испадања. На дебију је изгубио од још једног дављеника Ливорна, код куће, резултатом 0:1. Већ у наредној утакмици Михајловић показује свој потенцијал, и са гостовања славном Јувентусу враћа се са три бода у џепу. До краја ове фантастичне сезоне за клуб из Катаније ређале су се победе над Болоњом, Пармом, Лацијом, Баријем, Интером, Фјорентином, Палермом у сицилијанском дербију, и на крају сезоне против Ђенове. Успех, фантастичан – опстанак у лиги! Михајловићев биланс – 10 победа, 9 ремија и само 6 пораза, уз позицију број 16. На крају сезоне напушта кормило сицилијанског клуба.

### Фјорентина
После напуштања Катаније, почеле су бројне спекулације где би Михајловић могао да настави своју тренерску каријеру. Помињали су се бројни клубови, али најконкретнији је био тим са стадиона „Артемио Франки“, Фјорентина. За разлику од претходне две екипе, ова је била амбициознија. У екипи из Фиренце се задржао скоро једну и по сезону, тачније 521 дан. Прва, донекле, успешнија сезона, што се тиче Серије А, је окончана на 9. месту, уз скор 12 победа, 15 нерешених и 11 пораза, са освојеним 51 бодом, док је у купу такмичење завршио у осмини финала, испавши од Парме. Може се рећи да ово није била превише успешна сезона за клуб рејтинга Фјорентине, али му је руководство клуба пружило шансу и у другој сезони. До одласка са клупе тима из Фиренце долази у 11. колу сезоне 2011/12. Серије А. Тим је тада поражен на гостовању у Верони, од екипе Кјева (1:0). Биланс, 3 победе у првенству, 1 у купу, 4 ремија и 4 пораза.

### Србија
Након вишемесечних преговора, Извршни одбор Фудбалског савеза Србије (ФСС) на седници одржаној 21. маја 2012. у Спортском центру ФСС у Старој Пазови једногласно је изабрао Синишу Михајловића за селектора репрезентације Србије. Михајловић је потписао двогодишњи уговор, што значи да ће селекцију Србије водити најмање до краја квалификација за шампионат света у Бразилу 2014. Под његовим вођством најбољи фудбалери Србије нису успели да се квалификују за Светско првенство 2014. у Бразилу. Михајловић је у 19 мечева забележио седам победа, четири нерешена резултата и осам пораза, у 10 квалификационих сусрета по четири победе и пораза уз два ремија.
Док је тренирао фудбалску репрезентацију Србије тражио је од играча да певају химну пре почетка меча. Пре почетка припрема су играчи добили споразум о понашању који је између осталих садржао и ту одредбу. По неким наводима Адем Љајић је био уклоњен из репрезентације пошто није отпевао химну пред једну утакмицу.

### Милан
У јуну 2015. године Михајловић је постављен за тренера Милана. Ипак на клупи „росонера” није завршио сезону јер је отпуштен 12. априла 2016. године, шест кола пре краја Серије А. Михајловић је на 32 утакмице остварио 13 победа, десет ремија и девет пораза и са тим учинком заузимао шесту позицију са 49 бодова. „Црвено – црни“ су у том моменту имали 15 бодова мање од места које води у квалификације за Лигу шампиона, што је био приоритет тима са Сан Сира за ову сезону. Ни то што је је одвео Милан у финале италијанског Купа, које се играло против Јувентуса 21. маја 2016, није било довољно да Михајловић задржи место првог тренера екипе. Лоша издања у последњих пет кола била су пресудна за Михајловићеву будућност на клупи Милана. Од могућих 15 бодова Милан је освојио само два. Црну серију почели су поразом од Сасуола (2:1), потом су дошли нерешени исходи са Кјевом (0:0) и Лацијом (1:1). Уследила су два везана пораза од Аталанте и Јувентуса оба са 2:1, која су утицала да Берлускони промени своју одлуку, пошто је крајем марта обећао да ће Михајловић остати тренер ако освоји Куп.

### Торино
У мају 2016. године Михајловић је постављен за тренера Торина. Водио је клуб до јануара 2018. када је добио отказ. Михајловић је смењен после пораза од градског ривала Јувентуса у Купу Италије, током којег је и искључен због приговора судији. Он је мисију у Торину завршио након 20 месеци, само два месеца више у односу на мандат у Милану када је такође смењен. Торино је у последњих 17 утакмица под Михајловићем уписао само три победе уз осам ремија и пет пораза.

### Спортинг
Михајловић је преузео место тренера Спортинга 18. јуна 2018, али је након само девет дана добио отказ због сукоба са челницима клуба.

### Повратак у Болоњу
Због лоших резултата Филипа Инзагија на клупи Болоње, Михајловић је у јануару 2019. године поново постао тренер клуба који је водио 2008. године.
Дана 13. јули 2019. године, Михајловић је саопштио на конференцији за штампу да му је дијагностификована леукемија. Спортски директор Болоње Валтер Сабатини потврдио је да ће Михајловић и даље остати тренер клуба.
Михајловић је отпуштен 6. септембра 2022. године пошто је Болоња освојила само три бода у првих пет кола у Серији А.

## Награде и одликовања
Михајловић је постао почасни грађанин Новог Сада 2006. а Болоње децембра 2019. године.
Постхумно је одликован Орденом Републике Српске са златним венцем, орден је Синишиној мајци Викторији Михајловић уручио председник Републике Српске Милорад Додик.

## Приватни живот
Синиша Михајловић рођен је у Вуковару 20. фебруара 1969. године. Потиче из радничке породице. Дете је из мешовитог брака. Отац Богдан је Србин из села Кукуље, крај Српца, код Бања Луке а мајка Викторија је Хрватица. Отац је возио камионе и радио у Грађевинару а мајка је била раднице фабрике гуме и обуће. Синиша има и млађег брата Дражена. Породица је живела у Борову насељу.
Ишао је у средњу медицинску школу и био скоро одличан ђак, али су то, како каже, променила честа одсуствовања с часова због фудбала. Чак је пао на поправни код математичарке, која то није оправдавала. Због страха од математике уписао је и завршио средњу обућарску школу.
Оженио се познатом италијанском водитељком Аријаном са којом је имао петоро деце. Грађански брак су 1996. године склопили у Риму, а 2005. године венчали су се и у манастиру у Сремским Карловцима. На позивницама за венчање написали су да не желе поклоне, већ да уместо тога сви који намеравају да им нешто дарују помогну Дому за незбринуту децу Дечје село у Сремским Карловцима. Аријана и Синиша имају ћерке - Викторију и Вирџинију (које су биле учеснице италијанског ријалити програма „Острво познатих”) као и синове Мирослава, Душана и Николаса. Синиша има и ванбрачног сина Марка.
Преминуо је 16. децембра 2022. године после дуге и тешке болести. Поводом његове смрти италијанска премијерка Ђорђа Мелони написала је: Борио си се као лав на терену и у животу. Био си пример и охрабривао си многе који се суочавају са болешћу. Описивали су те као челичног човека, а показао си да имаш велико срце. Био си и увек ћеш бити победник. Збогом, Синиша Михајловић. Бивши шеф владе Италије Ђузепе Конте се такође јавно опростио од Михајловића. У Музеју ФК Црвена звезда је 17. децембра отворена књига жалости поводом његове смрти. Сахрањен је на гробљу Кампо Верано у Риму 19. децембра 2022.

## Статистика каријере

### Клупска
| Клуб            | Сезона          | Лига     | Лига   | Куп      | Куп    | Конт.    | Конт.  | Остало   | Остало | Укупно   | Укупно |
| Клуб            | Сезона          | Утакмица | Голова | Утакмица | Голова | Утакмица | Голова | Утакмица | Голова | Утакмица | Голова |
| --------------- | --------------- | -------- | ------ | -------- | ------ | -------- | ------ | -------- | ------ | -------- | ------ |
| Војводина       | 1988/89.        | 31       | 4      | —        | —      | —        | —      | —        | —      | 31       | 4      |
| Војводина       | 1989/90.        | 28       | 11     | —        | —      | 2        | 1      | —        | —      | 30       | 12     |
| Војводина       | 1990/91.        | 14       | 4      | —        | —      | —        | —      | —        | —      | 14       | 4      |
| Војводина       | Укупно          | 73       | 19     | —        | —      | 2        | 1      | —        | —      | 75       | 20     |
| Црвена звезда   | 1990/91.        | 14       | 1      | 3        | 1      | 5        | 1      | —        | —      | 22       | 3      |
| Црвена звезда   | 1991/92.        | 24       | 8      | —        | —      | 10       | 4      | 2        | 0      | 36       | 12     |
| Црвена звезда   | Укупно          | 38       | 9      | 3        | 1      | 15       | 5      | 2        | 0      | 58       | 15     |
| Рома            | 1992/93.        | 29       | 1      | 7        | 5      | 5        | 1      | —        | —      | 41       | 7      |
| Рома            | 1993/94.        | 25       | 0      | 3        | 0      | —        | —      | —        | —      | 28       | 0      |
| Рома            | Укупно          | 54       | 1      | 10       | 5      | 5        | 1      | —        | —      | 69       | 7      |
| Сампдорија      | 1994/95.        | 25       | 3      | 2        | 0      | 6        | 1      | 1        | 1      | 34       | 5      |
| Сампдорија      | 1995/96.        | 30       | 4      | 2        | 0      | —        | —      | —        | —      | 32       | 4      |
| Сампдорија      | 1996/97.        | 28       | 2      | 1        | 0      | —        | —      | —        | —      | 29       | 2      |
| Сампдорија      | 1997/98.        | 27       | 3      | 4        | 1      | 2        | 0      | —        | —      | 33       | 4      |
| Сампдорија      | Укупно          | 110      | 12     | 9        | 1      | 8        | 1      | 1        | 1      | 128      | 15     |
| Лацио           | 1998/99.        | 30       | 8      | 4        | 1      | 9        | 0      | 1        | 0      | 44       | 9      |
| Лацио           | 1999/00.        | 26       | 6      | 7        | 4      | 12       | 3      | 1        | 0      | 46       | 13     |
| Лацио           | 2000/01.        | 18       | 4      | 2        | 1      | 8        | 2      | 1        | 1      | 29       | 8      |
| Лацио           | 2001/02.        | 6        | 0      | 2        | 0      | 2        | 0      | —        | —      | 10       | 0      |
| Лацио           | 2002/03.        | 21       | 1      | 1        | 0      | 6        | 0      | —        | —      | 28       | 1      |
| Лацио           | 2003/04.        | 25       | 1      | 6        | 0      | 5        | 1      | —        | —      | 36       | 2      |
| Лацио           | Укупно          | 126      | 20     | 22       | 6      | 42       | 6      | 3        | 1      | 193      | 33     |
| Интер           | 2004/05.        | 20       | 4      | 6        | 1      | 4        | 0      | —        | —      | 30       | 5      |
| Интер           | 2005/06.        | 5        | 1      | 5        | 0      | 3        | 0      | —        | —      | 13       | 1      |
| Интер           | Укупно          | 25       | 5      | 11       | 1      | 7        | 0      | —        | —      | 43       | 6      |
| Укупно каријера | Укупно каријера | 426      | 66     | 55       | 14     | 79       | 14     | 6        | 2      | 566      | 96     |

1. ↑  Један меч у УЕФА суперкупу, један меч у Интерконтиненталном купу
2. 1 2 3  Суперкуп Италије
3. ↑  УЕФА суперкуп

### Репрезентативна
| Југославија | Југославија | Југославија |
| Година      | Утакмица    | Голова      |
| ----------- | ----------- | ----------- |
| 1991        | 4           | 0           |
| 1994        | 2           | 0           |
| 1995        | 3           | 2           |
| 1996        | 7           | 0           |
| 1997        | 10          | 2           |
| 1998        | 11          | 2           |
| 1999        | 5           | 0           |
| 2000        | 6           | 1           |
| 2001        | 6           | 2           |
| 2002        | 8           | 1           |
| 2003        | 1           | 0           |
| Укупно      | 63          | 10          |

### Голови за репрезентацију
Голови Синише Михајловића у дресу са државним грбом.
| #   | Датум               | Стадион                                        | Противник     | Гол   | Резултат | Такмичење                 | Реф.   |
| --- | ------------------- | ---------------------------------------------- | ------------- | ----- | -------- | ------------------------- | ------ |
| 1.  | 12. новембар 1995.  | Стадион Флор Бланка, Сан Салвадор, Ел Салвадор | Салвадор      | 1 : 0 | 4 : 1    | Пријатељска               | [ 73 ] |
| 2.  | 16. новембар 1995.  | Стадион Текнолоџико, Монтереј, Мексико         | Мексико       | 3 : 1 | 4 : 1    | Пријатељска               | [ 74 ] |
| 3.  | 10. септембар 1997. | Стадион Техелне Поле, Братислава, Словачка     | Словачка      | 1 : 1 | 1 : 1    | Квалификације за СП 1998. | [ 75 ] |
| 4.  | 11. октобар 1997.   | Стадион Та’ Кали, Та’ Кали, Малта              | Малта         | 2 : 0 | 5 : 0    | Квалификације за СП 1998. | [ 76 ] |
| 5.  | 3. јун 1998.        | Олимпијски стадион Понтез, Лозана, Швајцарска  | Јапан         | 1 : 0 | 1 : 0    | Пријатељска               | [ 77 ] |
| 6.  | 14. јун 1998.       | Стадион Жофроа-Гишар, Сент Етјен, Француска    | Иран          | 1 : 0 | 1 : 0    | Светско првенство 1998.   | [ 78 ] |
| 7.  | 15. новембар 2000.  | Стадион Стеауа, Букурешт, Румунија             | Румунија      | 1 : 1 | 1 : 2    | Пријатељска               | [ 79 ] |
| 8.  | 24. март 2001.      | Стадион Партизана, Београд, Србија             | Швајцарска    | 1 : 0 | 1 : 1    | Квалификације за СП 2002. | [ 80 ] |
| 9.  | 15. август 2001.    | Стадион Црвена звезда, Београд, Србија         | Фарска Острва | 1 : 0 | 2 : 0    | Квалификације за СП 2002. | [ 81 ] |
| 10. | 16. октобар 2002.   | Стадион Црвена звезда, Београд, Србија         | Финска        | 2 : 0 | 2 : 0    | Квалификације за ЕП 2004. | [ 82 ] |

### Тренерска
Ажурирано 17. јануар  2022.
| Тим        | Земља       | Од                 | До                 | Статистика | Статистика | Статистика | Статистика | Статистика | Статистика | Статистика | Статистика |
| Тим        | Земља       | Од                 | До                 | О          | П          | Н          | И          | ДГ         | ПГ         | ГР         | П %        |
| ---------- | ----------- | ------------------ | ------------------ | ---------- | ---------- | ---------- | ---------- | ---------- | ---------- | ---------- | ---------- |
| Болоња     | Италија     | 3. новембар 2008.  | 14. април 2009.    | 22         | 4          | 8          | 10         | 25         | 36         | −11        | 018,18     |
| Катанија   | Италија     | 8. децембар 2009.  | 24. мај 2010.      | 25         | 10         | 9          | 6          | 32         | 23         | +9         | 040,00     |
| Фјорентина | Италија     | 4. јун 2010.       | 7. новембар 2011.  | 52         | 18         | 18         | 16         | 66         | 56         | +10        | 034,62     |
| Србија     | Србија      | 21. мај 2012.      | 19. новембар 2013. | 19         | 7          | 4          | 8          | 28         | 21         | +7         | 036,84     |
| Сампдорија | Италија     | 20. новембар 2013. | 1. јун 2015.       | 69         | 26         | 23         | 20         | 93         | 87         | +6         | 037,68     |
| Милан      | Италија     | 16. јун 2015.      | 12. април 2016.    | 38         | 19         | 10         | 9          | 57         | 37         | +20        | 050,00     |
| Торино     | Италија     | 25. мај 2016.      | 4. јануар 2018.    | 64         | 23         | 24         | 17         | 116        | 100        | +16        | 035,94     |
| Спортинг   | Португалија | 18. јун 2018.      | 27. јун 2018.      | 0          | 0          | 0          | 0          | 0          | 0          | +0         | —          |
| Болоња     | Италија     | 28. јануар 2019.   | данас              | 119        | 41         | 28         | 50         | 174        | 200        | −26        | 034,45     |
| Укупно     | Укупно      | Укупно             | Укупно             | 408        | 148        | 124        | 136        | 591        | 560        | +31        | 036,27     |

## Успеси

### Као играч
Војводина
- Првенство Југославије (1) : 1988/89.

Црвена звезда
- Првенство Југославије (2) : 1990/91. и 1991/92.
- Куп шампиона (1) : 1990/91.
- Интерконтинентални куп (1) : 1991.

Лацио
- Првенство Италије (1) : 1999/00.
- Куп Италије (2) : 1999/00, 2003/04.
- Суперкуп Италије (2) : 1998, 2000.
- Куп победника купова (1) : 1998/99.
- УЕФА суперкуп (1) : 1999.

Интер
- Првенство Италије (1) : 2005/06 (за "зеленим столом")
- Куп Италије (2) : 2004/05, 2005/06.
- Суперкуп Италије (1) : 2005.

### Као помоћни тренер
Интер
- Првенство Италије (2) : 2006/07, 2007/08.
- Суперкуп Италије (1) : 2006.

### Индивидуални
- ЕСМ тим године : 1998/99, 1999/00.[84]
- Југословенски играч године : 1999.